# Matteo Goffriller

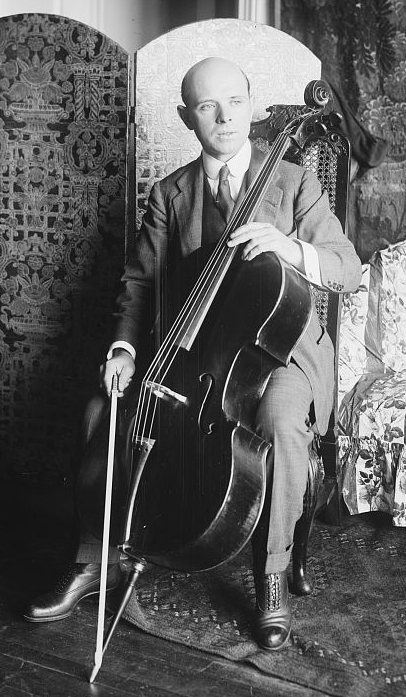
Pablo Casals

Matteo Goffriller ou Mateo Gofriller (1659-1742) est un luthier italien renommé du XVIIe siècle. Ses violoncelles ont été joués notamment par Pablo Casals, János Starker, Pierre Fournier (et aujourd'hui Valentin Erben et François Kieffer ex-Warburg de 1706), Anner Bylsma, Xavier Phillips, Ophélie Gaillard ainsi que Gautier Capuçon, Marc Coppey, Amit Peled et Sheku Kanneh-Mason (en).

## Biographie
Né dans la région du Trentin Haut Adige à Bressanone, en 1659, il arrive en 1685 à Venise. Il devient l'élève de Martinus Kaiser, dont il épouse la fille et reprend la boutique en 1690. Bien que sa première œuvre connue soit une viole de gambe, datée de 1689, Matteo Goffriller sera le seul luthier de cette période à construire des violons et pendant une vingtaine d'années, il sera le seul luthier important à Venise. Tous les musiciens de la ville, amateurs ou professionnels, fréquentaient sa boutique pour acheter des instruments, faire des réparations ou simplement acheter des cordes.
Goffriller s'est distingué pour sa capacité à construire des instruments adaptés au client (forme, proportions, choix des matériaux, qualité d'exécution, budget). L'œuvre de Goffriller a d'abord été fortement influencée par les Stradivari, dont il a conservé le style au fil du temps. Ses violons se caractérisent par une base épaisse d'un seul morceau d'érable, par une grande volute bien sculptée et par un vernis qui varie entre un rouge cerise et un jaune ambre transparents. Tant pour la qualité du travail que pour le fait que Goffriller ait rarement mis une étiquette, ses instruments étaient très souvent attribués à des luthiers crémoniens, tels que Nicolò Amati, Andrea ou Giuseppe Guarneri et plus souvent Carlo Bergonzi. Si Martinus Kaiser est considéré comme celui qui a apporté la construction d'instruments à cordes à Venise, Matteo Goffriller doit certainement être considéré comme l'ancêtre de l'école vénitienne d'instruments à cordes. Il fut le maître de Domenico Montagnana et Francesco Gobetti. 
Il est mort à Venise en 1742.